# West Jordan
West Jordan est une ville américaine située dans le comté de Salt Lake, dans l'État de l’Utah. Lors du recensement de 2010, sa population s’élevait à 103 712 habitants.

## Géographie
Selon le bureau du recensement des États-Unis, West Jordan a une superficie totale de 80,0 km2, la totalité de ses terres.

### Toponymie
La ville doit son nom à la rivière Jordan qui doit elle-même son nom au fleuve Jourdain au Moyen-Orient. La fondation de la ville s'étant déroulée sur la rive Ouest de rivière Jordan, la ville porte le nom de West Jordan.

## Éducation

### Enseignement supérieur
La ville est le siège du collège Broadview. C'est une université privé à but lucratif qui délivre principalement des diplômes d'associés.

## Jumelage
- Votkinsk (Russie)

## Personnalités liées à la ville
- Gene Fullmer, boxeur, né à West Jordan le 31 juillet 1931

## Source
- (en) Cet article est partiellement ou en totalité issu de l’article de Wikipédia en anglais intitulé « West Jordan, Utah » (voir la liste des auteurs).